# Saturn-Award-Verleihung 2015
Die 41. Saturn-Award-Verleihung fand am 25. Juni 2015 im kalifornischen Burbank statt. Signifikante Änderungen waren die Einführung zwei neuer Kategorien: Beste Miniserie und Beste Superheldenserie. Außerdem wird die Kategorie für die beste Fernsehpräsentation erstmals seit ihrer Einführung 1995 nicht bewertet. Die Nominierungen wurden am 3. März 2015 erstmals live von den Schauspielern Naomi Grossman und Doug Jones bekanntgegeben.
Im Filmbereich erhielt The Return of the First Avenger mit elf Nominierungen die meisten Nennungen, gefolgt von Interstellar mit zehn, Guardians of the Galaxy mit acht und Planet der Affen: Revolution mit sieben. Im Fernsehbereich wurde The Walking Dead siebenmal nominiert, gefolgt von Hannibal und Continuum, die sechs bzw. vier Nominierungen erhielten.
Erfolgreichste Filmproduktion wurde Interstellar mit sechs Siegen. Guardians of the Galaxy erhielt vier Preise. Die Filme Gone Girl – Das perfekte Opfer, Der Hobbit: Die Schlacht der Fünf Heere und Dracula Untold erhielten je zwei Auszeichnungen. Im Bereich Fernsehen konnten Hannibal und The Walking Dead in je drei Kategorien gewinnen. The Flash und Game of Thrones erhielten jeweils zwei Preise.

## Nominierungen und Gewinner

### Film
| Kategorie                    | Preisträger                                          | Film                                      | Nominierungen |
| ---------------------------- | ---------------------------------------------------- | ----------------------------------------- | --- |
| Bester Science-Fiction-Film  |                                                      | Interstellar                              | Planet der Affen: Revolution Edge of Tomorrow Godzilla Die Tribute von Panem – Mockingjay Teil 1 The Zero Theorem |
| Bester Fantasyfilm           |                                                      | Der Hobbit: Die Schlacht der Fünf Heere   | Birdman oder (die unverhoffte Macht der Ahnungslosigkeit) Grand Budapest Hotel Into the Woods Maleficent – Die dunkle Fee Paddington |
| Bester Horrorfilm            |                                                      | Dracula Untold                            | Annabelle Der Babadook Horns Only Lovers Left Alive The Purge: Anarchy |
| Bester Action-/Adventurefilm |                                                      | Unbroken                                  | Exodus: Götter und Könige Inherent Vice – Natürliche Mängel Lucy Noah Snowpiercer |
| Bester Thriller              |                                                      | Gone Girl – Das perfekte Opfer            | American Sniper The Equalizer The Guest The Imitation Game – Ein streng geheimes Leben Nightcrawler – Jede Nacht hat ihren Preis |
| Bester internationaler Film  |                                                      | Die Entdeckung der Unendlichkeit          | Bird People Am Sonntag bist Du tot Höhere Gewalt Der Schaum der Tage Die Liebe seines Lebens |
| Bester Independentfilm       |                                                      | Whiplash                                  | Grand Piano – Symphonie der Angst I Origins – Im Auge des Ursprungs A Most Violent Year The One I Love Die zwei Gesichter des Januars |
| Bester Animationsfilm        |                                                      | The LEGO Movie                            | Baymax – Riesiges Robowabohu Die Boxtrolls Drachenzähmen leicht gemacht 2 Wie der Wind sich hebt |
| Beste Comicverfilmung        |                                                      | Guardians of the Galaxy                   | The Amazing Spider-Man 2: Rise of Electro The Return of the First Avenger X-Men: Zukunft ist Vergangenheit |
| Beste Regie                  | James Gunn                                           | Guardians of the Galaxy                   | Alejandro González Iñárritu für Birdman oder (die unverhoffte Macht der Ahnungslosigkeit) Doug Liman für Edge of Tomorrow Christopher Nolan für Interstellar Matt Reeves für Planet der Affen: Revolution Anthony & Joe Russo für The Return of the First Avenger Bryan Singer für X-Men: Zukunft ist Vergangenheit |
| Bestes Drehbuch              | Christopher Nolan Jonathan Nolan                     | Interstellar                              | Christopher Markus & Stephen McFeely für The Return of the First Avenger Christopher McQuarrie, Jez & John-Henry Butterworth für Edge of Tomorrow Wes Anderson für Grand Budapest Hotel James Gunn & Nicole Perlman für Guardians of the Galaxy Fran Walsh, Philippa Boyens, Peter Jackson & Guillermo del Toro für Der Hobbit: Die Schlacht der Fünf Heere Damien Chazelle für Whiplash                                                                                             |
| Bester Schnitt               | James Herbert Laura Jennings                         | Edge of Tomorrow                          | Jeffrey Ford & Matthew Schmidt für The Return of the First Avenger Fred Raskin, Hughes Winborne & Craig Wood für Guardians of the Galaxy Lee Smith für Interstellar William Goldenberg & Tim Squyres für Unbroken John Ottman für X-Men: Zukunft ist Vergangenheit |
| Beste Spezialeffekte         | Paul Franklin Andrew Lockley Ian Hunter Scott Fisher | Interstellar                              | Dan Daleeuw, Russell Earl, Bryan Grill & Daniel Sudick für The Return of the First Avenger Joe Letteri, Dan Lemmon, Daniel Barrett & Erik Winquist für Planet der Affen: Revolution Gary Brozenich, Nick Davis, Jonathan Fawkner & Matthew Rouleau für Edge of Tomorrow Stéphane Ceretti, Nicholas Aithadi, Jonathan Fawkner & Paul Corbould für Guardians of the Galaxy Joe Letteri, Eric Saindon, David Clayton & R. Christopher White für Der Hobbit: Die Schlacht der Fünf Heere |
| Beste Musik                  | Hans Zimmer                                          | Interstellar                              | Henry Jackman für The Return of the First Avenger Michael Giacchino für Planet der Affen: Revolution Alexandre Desplat für Godzilla Howard Shore für Der Hobbit: Die Schlacht der Fünf Heere John Powell für Drachenzähmen leicht gemacht 2 |
| Beste Ausstattung            | Nathan Crowley                                       | Interstellar                              | Peter Wenham für The Return of the First Avenger James Chinlund für Planet der Affen: Revolution Adam Stockhausen für Grand Budapest Hotel Charles Wood für Guardians of the Galaxy Dennis Gassner für Into the Woods |
| Bestes Kostüm                | Ngila Dickson                                        | Dracula Untold                            | Janty Yates für Exodus: Götter und Könige Alexandra Byrne für Guardians of the Galaxy Colleen Atwood für Into the Woods Anna B. Sheppard für Maleficent – Die dunkle Fee Louise Mingenbach für X-Men: Zukunft ist Vergangenheit |
| Bestes Make-Up               | David White Elizabeth Yianni-Georgiou                | Guardians of the Galaxy                   | Bill Terezakis & Lisa Love für Planet der Affen: Revolution Mark Coulier & Daniel Phillips für Dracula Untold Peter King, Rick Findlater & Gino Acevedo für Der Hobbit: Die Schlacht der Fünf Heere Peter King & Matthew Smith für Into the Woods Adrien Morot & Norma Hill-Patton für X-Men: Zukunft ist Vergangenheit |
| Bester Hauptdarsteller       | Chris Pratt                                          | Guardians of the Galaxy                   | Tom Cruise für Edge of Tomorrow Chris Evans für The Return of the First Avenger Jake Gyllenhaal für Nightcrawler – Jede Nacht hat ihren Preis Michael Keaton für Birdman oder (die unverhoffte Macht der Ahnungslosigkeit) Matthew McConaughey für Interstellar Dan Stevens für The Guest |
| Beste Hauptdarstellerin      | Rosamund Pike                                        | Gone Girl – Das perfekte Opfer            | Emily Blunt für Edge of Tomorrow Essie Davis für Der Babadook Anne Hathaway für Interstellar Angelina Jolie für Maleficent – Die dunkle Fee Jennifer Lawrence für Die Tribute von Panem – Mockingjay Teil 1 |
| Bester Nebendarsteller       | Richard Armitage                                     | Der Hobbit: Die Schlacht der Fünf Heere   | Josh Brolin für Inherent Vice – Natürliche Mängel Samuel L. Jackson für The Return of the First Avenger Anthony Mackie für The Return of the First Avenger Andy Serkis für Planet der Affen: Revolution J. K. Simmons für Whiplash |
| Beste Nebendarstellerin      | Rene Russo                                           | Nightcrawler – Jede Nacht hat ihren Preis | Jessica Chastain für Interstellar Scarlett Johansson für The Return of the First Avenger Evangeline Lilly für Der Hobbit: Die Schlacht der Fünf Heere Emma Stone für Birdman oder (die unverhoffte Macht der Ahnungslosigkeit) Meryl Streep für Into the Woods |
| Bester Nachwuchsschauspieler | Mackenzie Foy                                        | Interstellar                              | Elle Fanning für Maleficent – Die dunkle Fee Chloë Grace Moretz für The Equalizer Tony Revolori für Grand Budapest Hotel Kodi Smit-McPhee für Planet der Affen: Revolution Noah Wiseman für Der Babadook |

### Fernsehen
| Kategorie                             | Preisträger               | Serie                     | Nominierungen |
| ------------------------------------- | ------------------------- | ------------------------- | --- |
| Beste Network-Fernsehserie            |                           | Hannibal                  | The Blacklist The Following Grimm Person of Interest Sleepy Hollow |
| Beste Syndication-/Kabel-Fernsehserie |                           | The Walking Dead          | 12 Monkeys American Horror Story: Freak Show Continuum Falling Skies Salem The Strain |
| Beste Miniserie                       |                           | Game of Thrones           | Bates Motel From Dusk Till Dawn: The Series The Last Ship The Quest – Die Serie Outlander |
| Beste Superheldenserie                |                           | The Flash                 | Marvel’s Agent Carter Marvel’s Agents of S.H.I.E.L.D. Arrow Constantine Gotham |
| Beste Jugendserie                     |                           | The 100                   | Doctor Who Pretty Little Liars Supernatural Teen Wolf Vampire Diaries |
| Bester TV-Hauptdarsteller             | Hugh Dancy Andrew Lincoln | Hannibal The Walking Dead | Grant Gustin für The Flash Tobias Menzies für Outlander Mads Mikkelsen für Hannibal Noah Wyle für Falling Skies                                                                                             |
| Beste TV-Hauptdarstellerin            | Caitriona Balfe           | Outlander                 | Hayley Atwell für Marvel’s Agent Carter Vera Farmiga für Bates Motel Jessica Lange für American Horror Story: Freak Show Rachel Nichols für Continuum Rebecca Romijn für The Quest – Die Serie              |
| Bester TV-Nebendarsteller             | Laurence Fishburne        | Hannibal                  | David Bradley für The Strain Sam Heughan für Outlander Erik Knudsen für Continuum Norman Reedus für The Walking Dead Richard Sammel für The Strain                                                          |
| Beste TV-Nebendarstellerin            | Melissa McBride           | The Walking Dead          | Emilia Clarke für Game of Thrones Jenna Coleman für Doctor Who Caroline Dhavernas für Hannibal Lexa Doig für Continuum Emily Kinney für The Walking Dead                                                    |
| Bester TV-Gastdarsteller              | Wentworth Miller          | The Flash                 | Dominic Cooper für Marvel’s Agent Carter Neil Patrick Harris für American Horror Story: Freak Show John Larroquette für The Quest – Die Serie Michael Pitt für Hannibal Andrew J. West für The Walking Dead |
| Bester TV-Nachwuchsschauspieler       | Maisie Williams           | Game of Thrones           | Camren Bicondova für Gotham Maxim Knight für Falling Skies Tyler Posey für Teen Wolf Chandler Riggs für The Walking Dead Holly Taylor für The Americans                                                     |

### Homevideo
| Kategorie                                                   | Preisträger | Film/Serie                                     | Nominierungen |
| ----------------------------------------------------------- | ----------- | ---------------------------------------------- | --- |
| Beste DVD- oder Blu-ray-Veröffentlichung                    |             | Odd Thomas                                     | Beneath – Abstieg in die Finsternis Blue Ruin Drachenkrieger – Das Geheimnis der Wikinger White Bird in a Blizzard Wolf Creek 2 |
| Beste DVD-Veröffentlichung einer Special-Edition            |             | Cabal – Die Brut der Nacht: The Director’s Cut | Alexander: The Ultimate Cut Der Hobbit: Smaugs Einöde: Extended Edition Es war einmal in Amerika: Extended Director’s Cut Atemlos vor Angst Blutgericht in Texas: 40th Anniversary Collector’s Edition                                  |
| Beste DVD- oder Blu-ray-Kollektion                          |             | Halloween: Die komplette Filmreihe             | Der Exorzist: Die komplette Filmreihe Die Stanley-Kubrick-Sammlung Die Steven-Spielberg-Sammlung Die Tōhō-Godzilla-Sammlung Die komplette Universal-Horror-Sammlung                                                                     |
| Beste DVD- oder Blu-ray-Veröffentlichung einer Fernsehserie |             | Twin Peaks: Die komplette Serie                | Batman: Die komplette Serie Hannibal (Staffel 2) Merlin – Die neuen Abenteuer: Die komplette Serie Spartacus: Die komplette Serie Raumschiff Enterprise – Das nächste Jahrhundert (Staffel 7) Wizards and Warriors: Die komplette Serie |